# チャリン (競走馬)
チャリン（Charyn、2020年4月9日 - ）は、アイルランド生産・イギリス調教の競走馬。主な勝ち鞍は2024年のクイーンアンステークス、ジャックルマロワ賞、クイーンエリザベスII世ステークス。

## 概要

Nurlan Bizakov氏の勝負服

### 2歳（2022年）
8月7日のヘイドックパーク競馬場の未勝利戦をデヴィット・イーガンを背に勝利を挙げる。
続いて8月27日のニューマーケット競馬場の条件戦をレイ・ドーソンを背に2着。9月17日のミルリーフステークスではトム・マーカンドを背に3着とした。
10月8日のクリテリウムドメゾンラフィット(G2)ではミカエル・バルザローナを背に勝利してグループ競走初制覇を果たした。

### 3歳（2023年）
4月22日のグリーナムステークス(G3)にはイーガンを背に5番人気で出走してアイザックシェルビーから3馬身差の2着。5月6日の2000ギニーステークス(G1)ではショーン・レヴィー11番人気で出走して8着。5月27日のアイリッシュ2000ギニー(G1)はイーガンを背に5番人気タイで出走して4着に入った。
6月20日のセントジェームズパレスステークス(G1)には9頭立ての最低人気タイでの出走。後方2番手から追い込んでパディントンの3着となった。
その後は7月9日のジャンプラ賞(G1)に5番人気で出走するも8着に敗れた。8月2日のサセックスステークスでは5頭立ての最低人気で出走して、流れ込むような形でパディントンの3着に入る。8月26日のセレブレイションマイル(G2)ではエンジェルブルーの3着に敗れた。

### 4歳（2024年）
3月23日のドンカスターマイルステークス（L）を鞍上シルベストル・デ・ソウサで勝利を挙げる。
続く4月26日のベッド365マイル（G2）では1番人気で出走。後方2番手での追走から残り3ハロンを切ったところで外から進出。先頭まで突き抜けて1馬身1/4差で差し切り勝ち。人気に応えて2度目のグループ競走制覇を果たした。
その後は5月18日のロッキンジステークス（G1）に3番人気で出走。馬群の2列目から飛ばして逃げるオーディエンスに1頭食い下がるも捕えることはできずに1馬身3/4差の2着に敗れた。
6月18日、ロイヤルアスコット開催で行われるクイーンアンステークス（G1）に単勝オッズ4.3倍の1番人気で出走。道中は集団の3列目のところを手応え良く追走。残り3ハロンから各馬の鞍上は腕を動かすもチャーリンは気合付け程度で前にいたオーディエンスを捕らえる。残り1.5ハロンのところで抜け出すと、後方からドックランズが追い上げるも最後の100ヤードで脚色が揃い体制は決して勝利。2馬身1/4差の圧勝でG1初制覇を果たした。
8月11日のジャック・ル・マロワ賞（G1）では単勝オッズ2.1倍の1番人気で出走。ビッグロックがハナを切って逃げてチャーリンは差のない3番手に付ける。残り400m辺りで早くも先頭に立つと、インスパイラルやクッドワーが脚を伸ばすも、残り200mのところで後続を突き放して2着争いを尻目に悠々と決着。2着のメトロポリタンに3馬身差の快勝で2度目のG1制覇を挙げて本格化を印象付けた。
9月8日に行われたムーランドロンシャン賞（G1）では中団追走からしぶとく脚を伸ばすも、逃げ粘るトリバリストを捕えることが出来ず2着に敗れた。10月19日のクイーンエリザベス2世ステークス（G1）は好位追走から残り2ハロン付近で抜け出すと最後は後方から追い上げてきたファクトゥールシュヴァルの追撃を2馬身差で突き放しG1競走3勝目を挙げた。レース後の10月24日、予備登録を行っていたマイルチャンピオンシップへの参戦を正式に表明。11月6日、自厩舎から関西国際空港経由で三木ホースランドパークの国際厩舎に到着。その後、京都競馬場へ移動して調整を行った。11月17日に行われたマイルチャンピオンシップではスタートで後手を踏み道中は後方からの競馬となり、直線で懸命に追い込んできたが5着に敗れた。このレースを最後に現役を引退し、フランスで種牡馬入りする。

## 血統表
| チャーリンの血統        | チャーリンの血統                           | チャーリンの血統                           | （血統表の出典）                           | （血統表の出典） |
| 父系                    | ノーザンダンサー系                         | ノーザンダンサー系                         | ノーザンダンサー系                         | [ § 2 ]          |
| 父 Dark Angel 芦毛 2005 | 父の父Acclamation 鹿毛 1999                | Royal Applause                             | *ワージブ                                  | *ワージブ        |
| 父 Dark Angel 芦毛 2005 | 父の父Acclamation 鹿毛 1999                | Royal Applause                             | Flying Melody                              |                  |
| 父 Dark Angel 芦毛 2005 | 父の父Acclamation 鹿毛 1999                | Princess Athena                            | Ahonoora                                   | Ahonoora         |
| 父 Dark Angel 芦毛 2005 | 父の父Acclamation 鹿毛 1999                | Princess Athena                            | Shopping Wise                              |                  |
| 父 Dark Angel 芦毛 2005 | 父の母Midnight Angel 芦毛 1994             | Machiavellian                              | Mr. Prospector                             | Mr. Prospector   |
| 父 Dark Angel 芦毛 2005 | 父の母Midnight Angel 芦毛 1994             | Machiavellian                              | Coup de Folie                              |                  |
| 父 Dark Angel 芦毛 2005 | 父の母Midnight Angel 芦毛 1994             | Night At Sea                               | Night Shift                                | Night Shift      |
| 父 Dark Angel 芦毛 2005 | 父の母Midnight Angel 芦毛 1994             | Night At Sea                               | Into Harbour                               |                  |
| 母 Futoon 鹿毛 2013     | 母の父Kodiac 鹿毛 2001                     | *デインヒル                                | Danzig                                     | Danzig           |
| 母 Futoon 鹿毛 2013     | 母の父Kodiac 鹿毛 2001                     | *デインヒル                                | Razyana                                    |                  |
| 母 Futoon 鹿毛 2013     | 母の父Kodiac 鹿毛 2001                     | Rafha                                      | Kris                                       | Kris             |
| 母 Futoon 鹿毛 2013     | 母の父Kodiac 鹿毛 2001                     | Rafha                                      | Eljazzi                                    |                  |
| 母 Futoon 鹿毛 2013     | 母の母Vermilliann 鹿毛 2001                | Mujadil                                    | Storm Bird                                 | Storm Bird       |
| 母 Futoon 鹿毛 2013     | 母の母Vermilliann 鹿毛 2001                | Mujadil                                    | Vallee Secrete                             |                  |
| 母 Futoon 鹿毛 2013     | 母の母Vermilliann 鹿毛 2001                | Refined                                    | Statoblest                                 | Statoblest       |
| 母 Futoon 鹿毛 2013     | 母の母Vermilliann 鹿毛 2001                | Refined                                    | Annsfield Lady                             |                  |
| 母系(F-No.)             | Berenice(FN:14-b)                          | Berenice(FN:14-b)                          | Berenice(FN:14-b)                          | [ § 3 ]          |
| 5代内の近親交配         | Ahonoora：S4×M5、Northern Dancer：S5×M5×M5 | Ahonoora：S4×M5、Northern Dancer：S5×M5×M5 | Ahonoora：S4×M5、Northern Dancer：S5×M5×M5 | [ § 4 ]          |
| 出典                    | 1. 2. 3. 4.                                | 1. 2. 3. 4.                                | 1. 2. 3. 4.                                | 1. 2. 3. 4.      |